# کریستوفر باکلی (نویسنده)
کریستوفر باکلی (انگلیسی: Christopher Buckley؛ زادهٔ ۲۸ سپتامبر ۱۹۵۲) طنزنگار سیاسی، روزنامه‌نگار، رمان‌نویس و نویسنده اهل کشور ایالات متحده آمریکا است. وی نویسندهٔ رُمان‌هایی از جمله «خدا واسطهٔ من است»، «به خاطر سیگار کشیدن متشکرم» و «مردان سبز کوچک» می‌باشد.